# Сальтаторы
Сальтаторы (лат. Saltator) — род воробьиных птиц из семейства танагровых. Распространены в Мексике, Центральной и Южной Америке.  Род Saltator традиционно относили к семейству Cardinalidae, но генетические данные показали, что он принадлежит к семейству Thraupidae.

## Описание
Сальтаторы — птицы среднего размера, достигают длины 18,5—24 см и массы от 30 до 113 г. Окраска оперения тусклая, преимущественно серовато-оливковая, над глазами у многих представителей рода имеются белые "брови". Характерными признаками представителей рода являются толстый ярко окрашенный клюв, относительно длинный хвост и сильные ноги. Два вида, ранее относившиеся к роду Pitylus (S. grossus и S. fuliginosus) отличаются крепкими красными клювами и тёмно-синей окраской.

## Виды
В состав рода включают 16 видов:
| Изображение | Научное название       | Русское название         | Распространение |
| ----------- | ---------------------- | ------------------------ | --- |
|             | Оринокский сальтатор   | Saltator orenocensis     | Венесуэла, северо-восток Колумбии |
|             | Зеленокрылый сальтатор | Saltator similis         | Аргентина, Боливия, Бразилия, Парагвай и Уругвай                                                                                                 |
|             |                        | Saltator grandis         | от Мексики до Панамы |
|             |                        | Saltator olivascens      | Колумбия, Венесуэла, Гайана, крайний север Бразилии и Тринидад                                                                                   |
|             | Серый сальтатор        | Saltator coerulescens    | Южная Америка |
|             |                        | Saltator striatipectus   | Колумбия, Коста-Рика, Эквадор, Гваделупа, Панама, Перу и Венесуэла                                                                               |
|             | Полосатый сальтатор    | Saltator albicollis      | Доминика, Мартиника, Сент-Китс и Невис и Сент-Люсия.                                                                                             |
|             | Большой сальтатор      | Saltator maximus         | от юго-востока Мексики до запада Эквадора и северо-востока Бразилии                                                                              |
|             | Чернокрылый сальтатор  | Saltator atripennis      | Колумбия и Эквадор |
|             | Черноголовый сальтатор | Saltator atriceps        | от центра Мексики до востока Панамы |
|             |                        | Saltator nigriceps       | Эквадор и север Перу |
|             | Крючкоклювый питилус   | Saltator fuliginosus     | Атлантический лес на крайнем северо-востоке Аргентины (Мисьонес), востоке и юго-востоке Бразилии и на дальнем востоке Парагвая                   |
|             | Серый питилус          | Saltator grossus         | Амазония в Южной Америке, но он также встречается в Эквадоре и Колумбии, а также на юге Центральной Америки от Панамы до Гондураса               |
|             | Масковый сальтатор     | Saltator cinctus         | южная Колумбия, Эквадор и Перу. |
|             | Толстоклювый сальтатор | Saltator maxillosus      | Атлантический лес на юго-востоке Бразилии, крайнем северо-востоке Аргентины (только провинция Мисьонес) и, возможно, на дальнем востоке Парагвая |
|             | Золотоклювый сальтатор | Saltator aurantiirostris | Аргентина, Боливия, Бразилия, Чили, Парагвай, Перу и Уругвай                                                                                     |